# Хібларі
Хібларі (груз. ხიბლარი) — село в Грузії.
За даними перепису населення 2014 року в селі проживає 732 особи.